# 1987年の宝塚歌劇公演一覧
本項目では、1987年の宝塚歌劇公演一覧（1987ねんのたからづかかげきこうえんいちらん）について示す。

## 宝塚大劇場公演
（）内は、作者または演出者名。参考資料は90年史。

### 星組
- 1月1日 - 2月11日
  - 『紫子』（柴田侑宏　脚本・演出）
  - 『ジュビリー・タイム!』（酒井澄夫）

### 花組
- 2月13日 - 3月24日
  - 『遥かなる旅路の果てに』（太田哲則）
  - 『ショー・アップ・ショー』（草野旦）

### 雪組
- 3月26日 - 5月12日
  - 『宝塚をどり讃歌』（植田紳爾）
  - 『サマルカンドの赤いばら』（大関弘政）

### 月組
- 5月15日 - 6月23日
  - 『ME AND MY GIRL』（小原弘稔　脚色・演出）

### 星組
- 6月26日 - 8月5日
  - 『別離の肖像』（植田紳爾）

### 花組
- 8月7日 - 9月23日
  - 『あの日薔薇一輪』（柴田侑宏）
  - 『ザ・レビュースコープ』（横澤英雄）

### 雪組
- 9月25日 - 11月10日
  - 『梨花 王城に舞う -マルコ・ポーロ秘話-』（阿古健）
  - 『ザ・レビュースコープ』（横澤英雄）

### 月組
- 11月13日 - 12月20日
  - 『ME AND MY GIRL』（小原弘稔　脚色・演出）

## 東京宝塚劇場公演
（）内は、作者または演出者名。参考資料は90年史。

### 月組
- 3月4日 - 3月30日
  - 『パリ、それは悲しみのソナタ』（植田紳爾）
  - 『ラ・ノスタルジー』（岡田敬二）

### 星組
- 4月3日 - 4月29日
  - 『紫子』（柴田侑宏　脚本・演出）
  - 『シュビリー・タイム!』（酒井澄夫）

### 花組
- 6月4日 - 6月30日
  - 『遥かなる旅路の果てに』（太田哲則）
  - 『ショー・アップ・ショー』（草野旦）

### 雪組
- 7月4日 - 7月29日
  - 『宝塚をどり讃歌』（植田紳爾）
  - 『サマルカンドの赤いばら』（大関弘政）

### 月組
- 8月2日 - 8月30日
  - 『ME AND MY GIRL』（小原弘稔　脚色・演出）

### 星組
- 11月1日 - 11月29日
  - 『別離の肖像』（植田紳爾）

### 花組
- 12月3日 - 12月27日
  - 『あの日薔薇一輪』（柴田侑宏）
  - 『ザ・レビュースコープ』（横澤英雄）

## 宝塚バウホール公演
（）内は、作者または演出者名。参考資料は90年史。

### 花組
- 1月2日 - 1月15日
  - 『タッチ・ミー』（三木章雄）

### 月組
- 1月17日 - 2月2日
  - 『スウォード・フラッシュ!』（小原弘稔　構成・演出）

### 雪組
- 2月7日 - 2月17日
  - 『誇りたかき愛の詩』（大関弘政　脚本・演出）

### 星組
- 2月28日 - 3月15日
  - 『蒼いくちづけ』（小池修一郎）

### 花組
- 4月18日 - 5月5日
  - 『ドリーム・オブ・ドリームズ』（阿古健）

### 雪組
- 5月31日 - 6月14日
  - 『リプライズ!』（岡田敬二）

### 星組
- 8月13日 - 8月22日
  - 『WHAT'S THE TITLE・・・!』（正塚晴彦）

- 8月28日 - 9月15日
  - 『グリーン・スリーブス』（太田哲則　脚本・演出）

### 月組
- 9月22日 - 10月4日
  - 『青春の旋風〜リトル・ヒーロー三四郎』（石田昌也）

### 花組
- 10月17日 - 11月3日
  - 『あかねに燃ゆる君』（谷正純）

## その他の日本公演
（）内は、作者または演出者名。参考資料は90年史。

### 花組・特別
- 1月7日 - 1月13日　東京赤坂・草月ホール
  - 『グッバイ・ペパーミントナイト!』（中村暁）

### 雪組・特別
- 1月30日 - 2月5日　東京・簡易保険ホール
  - 『ショー・ボート』（酒井澄夫　脚色・演出）

- 2月7日 - 2月14日　名古屋・中日劇場
  - 『ショー・ボート』（酒井澄夫　脚色・演出）

### 花組
- 4月16日 - 5月8日　大津、市川、綾瀬、川崎、前橋、浦和、郡山、仙台、浜松、犬山、久留米、福岡
  - 『真紅なる海に祈りを』（柴田侑宏）
  - 『ヒーローズ』（三木章雄）

### 星組・特別
- 5月19日・20日　東京・簡易保険ホール
  - 『WHAT'S THE TITLE・・・!』（正塚晴彦）

### 星組
- 9月5日 - 9月27日　一宮、瀬戸、市川、町田、知多、豊田、多治見、甲府、日立、水戸、習志野、伊勢崎、浦和、宇都宮、大館、秋田、湯沢
  - 『紫子』（柴田侑宏　脚本・演出）
  - 『ジュビリー・タイム!』（酒井澄夫）

### 月組・特別
- 9月10日 - 9月15日　東京・青山劇場
  - 『スウォード・フラッシュ!』（小原弘稔　構成・演出）

- 9月19日・20日　名古屋・中日劇場
  - 『スウォード・フラッシュ!』（小原弘稔　構成・演出）

### 花組・特別
- 9月27日 - 9月30日　東京・日本青年館
  - 『タッチ・ミー』（三木章雄）

### 星組・特別
- 10月10日 - 10月12日　東京・日本青年館
  - 『蒼いくちづけ』（小池修一郎）

### 花組
- 10月17日 - 11月8日　松阪、刈谷、野洲、習志野、柏崎、美濃加茂、新潟県弥彦、本庄、日野、調布、徳山、広島、岡山、福山、江南、尾張旭、奈良
  - 『琥珀色の雨にぬれて』（柴田侑宏）
  - 『ヒーローズ』（三木章雄）